# Untrioctio
El untrioctio es el nombre temporal de un elemento químico desconocido de la tabla periódica que tiene el símbolo Uto y número atómico 138. Pertenece al grupo de los superactinidos, y formaría parte elementos del bloque g.
A medida que se aleja de la isla de estabilidad (sin exceder Z≈127), los átomos sintetizados deberían volverse extremadamente inestables rápidamente, hasta el punto de que Z≈130 se cita con frecuencia como un límite "experimental" a la existencia práctica de estos elementos; Por lo tanto, no es seguro que el elemento 138 algún día pueda ser efectivamente detectado. 